# Собкович Наталія Григорівна
Наталія Григорівна Собкович (до шлюбу Мороз; нар. 18 травня 1968, смт Вишнівець, Тернопільська область) — українська художниця, мистецтвознавиця. Лавреат Тернопільської обласної премії імені Володимира Гнатюка (2015).

## Життєпис
Наталія Собкович народилася 18 травня 1968 року в смт Вишнівці, нині Вишнівецької громади Тернопільського району Тернопільської области України.
Закінчила відділення художнього ткацтва Вижницького училища прикладного мистецтва (1987), факультет теорії та історії мистецтва Української академії мистецтва (1997). Працювала викладачем Тернопільської дитячої художньої школи (1990—1996), головним зберігачем фондів Тернопільського обласного художнього музею (1996—2003), викладачем теорії образотворчого мистецтва відділення дизайну Тернопільського кооперативного технікуму і  театрального відділення Тернопільського музичного училища; від 2003 — головний спеціаліст управління культури (нині департамент культури та туризму) Тернопільської ОДА.
Від 1975 проживає у с. Білій Тернопільського району.

## Творчість
Як художниця працює у галузях гобелена, батика, живопису, графіки. Дослідниця творчості українсько-американського художника Якова Гніздовського та образотворчої спадщини Богдана Лепкого, сучасних мистців Тернопільщини. Роботи художниці зберігаються в музеях, приватних збірках в Україні, Польщі, США, Болгарії.
Персональні виставки в містах Тернополі (1998, 2006, 2012, 2015), Бережанах (2005, 2012), Кременці (2006, 2015), Збаражі (2007), Копичинцях (2007, 2015), Перемишлі (2009, Польща), Почаєві (2015), Ставиському (2016, Польща) та інших. Учасниця художніх пленерів та післяпленерних виставок (від 2006).
Авторка наукових досліджень, популярних публікацій на теми мистецтва, а також дизайну, ілюстрацій та упорядник видань «Вже ніколи поезії» О. Лещишина (2009), «Казки» Б. Лепкого (2012), «Казки Тернового поля» (2017). Видала альбом власних робіт «Ткацтво. Батик» (2006).
Автор вступних статей, дизайну та упорядник видань: «Графіка Якова Гніздовського у збірках музеїв Тернопільщини» (2015), Каталог виставки з нагоди 100-річчя українсько-американського мистця Якова Гніздовського в Американському Домі в Києві (2015), Каталог виставки з нагоди 100-річчя українсько-американського мистця Якова Гніздовського (Львів-Чернівці-Київ-Полтава-Черкаси-Дніпропетровськ, 2015), «Образотворча спадщина Богдана Лепкого» (2015), бібліографічний покажчик «Яків Гніздовський» (2015).